# Толедот Єшу
«Толедот Єшу» (івр. תולדות ישו, також Сефер Толедот Єшу) — середньовічний антихристиянський юдейський памфлет, у якому деякі євангельські події подано в гротескній формі. Назва буквально означає «Родовід Ісуса», проте ім'я «Ісус» передано в спотвореній формі (Єшу ישו замість Єшуа ישוע). Текст приписує Ісусу незаконнонародженість, магічні здібності та ганебний кінець.

## Історія тексту
Текст містив записи усного єврейського фольклору II—VI століть. Ці тексти були широко відомими в Європі та на Близькому Сході, починаючи з IX століття. Архієпископ Ліона Агобард згадує про їхнє існування у своїй праці Про юдейські забобони (лат. De Iudaicis Superstitionibus, 826 рік). Мабуть, спочатку текст існував арамейською мовою, потім зроблено переклади івритом, арабською, їдишем, ладино. Повний текст був невідомим християнам аж до кінця XIII століття, коли домініканець Раймонд Мартін переклав його латинською мовою.

## Версії тексту

### Версія Вагензейля (1681)
Текст, який 1681 року видав німецький гебраїст Йоганн Вагензейль, є одним з основних для вивчення матеріалу. Книга складається з двох частин — у першій ідеться про Ісуса, у другій — про апостолів. У додаткових розділах згадується Несторій.
Образ Єшу в тексті має паралелі з канонічними євангеліями, діями апостолів та єврейськими варіантами Біблії. Єшу описано як спокусника та єретика, що зближує текст з антихристиянським текстом Цельса. Зникнення тіла інтерпретується як свідома крадіжка, скоєна учнями Єшу.
Паралелі з канонічними євангеліями простежуються в такому: Єшу був нащадком Йосипа й Марії, що народилися у Вифлеємі. Дитиною його приведено до юдейських старійшин. Він умів творити чудеса, претендував на народження від незайманої, стверджував, що він — Син Божий, застосовував месіанські тексти з книг пророка Ісаї, Захарія і Псалмів, був здатним воскрешати мертвих, вилікував прокаженого, ходив по воді, дорікав юдеям твердошиїстю. У тексті описано в'їзд Єшу до Єрусалима на віслюку, після чого його зрадив Юда Іскаріот. Він зазнав бичування, був коронований терновим вінцем із шипами і напоєний оцтом. Йешу страчено на Песах і поховано до початку суботи.

### Версія Крауса (1902)
Професор юдейської теологічної семінарії Відня Самуель Краусс зібрав тексти, де зафіксовано версію про те, що Марія була заручена з богобоязливим юдеєм і знавцем Закону (Тори) Йохананом (Yochanan), який був нащадком Давида. За відсутності Йоханана їхній сусід, Йосип бен Пандера (Yosef ben Pandera), спокусив її під час місячних, під час яких, згідно з Торою, заборонено статеві зносини. Внаслідок цього зв'язку народилася дитина, яку вона назвала Єшу — «позашлюбний син жінки, що менструює».

### Страсбурзький рукопис
У Страсбурзькому рукописі Міріам завагітніла від римського солдата на ім'я Пандера або Пантіра (звідси єврейське ім'я Ісуса Христа як Ісус бен Пантіра, «син Пандери»). Єшу в дитинстві висловлював непошану до Закону, оскільки ходив з непокритою головою і дискутував про Тору зі законовчителями. Чудові здібності Єшу були пов'язані з тим, що він злодійським способом дізнався в Храмі таємне ім'я Бога, після чого став претендувати на месіанську гідність. Як наслідок, його привели на суд до цариці Олени (контамінація адіабенської цариці та матері Костянтина), проте там Єшу воскресив людину, після чого його відпустили. Після цього він пішов у Галілею, де оживлював зроблених із глини птахів і змушував плавати жорна. Юда Іскаріот також вивчав таємне ім'я Бога, після чого отримав ті ж здібності, що й Єшу, зокрема й здатність до польоту. Йєшу та Юда билися в небі, в результаті переміг Юда, оскільки йому вдалося осквернити Єшу. Після цього Єшу втратив магічні здібності, був заарештований і страчений через повішення на ріжковому дереві. Після смерті його тіло вкрали учні, але потім його знайдено в саду та продемонстровано цариці Олені.

## Християнська відповідь
Толедот Ієшу зазнав серйозної критики від іспанського ченця XIV століття Франсеска Ейксіменіса в його праці Vita Christi.